# Sabacon unicornis
Espèce
Sabacon unicornis est une espèce d'opilions dyspnois de la famille des Sabaconidae.

## Distribution
Cette espèce est endémique du Népal. Elle se rencontre dans la province de Gandaki dans le district de Parbat et dans la province de Koshi dans le district de Solukhumbu.

## Description
Le mâle holotype mesure 2,5 mm et les femelles de 3,3 à 3,5 mm.

## Systématique et taxinomie
Cette espèce a été décrite par Martens en 1972.

## Publication originale
- Martens, 1972 : « Opiliones aus dem Nepal-Himalaya. I. Das Genus Sabacon Simon (Arachnida: Ischyropsalididae). » Senckenbergiana biologica, vol. 53, no 3/4, p. 307–323.